# レフ・カーメネフ

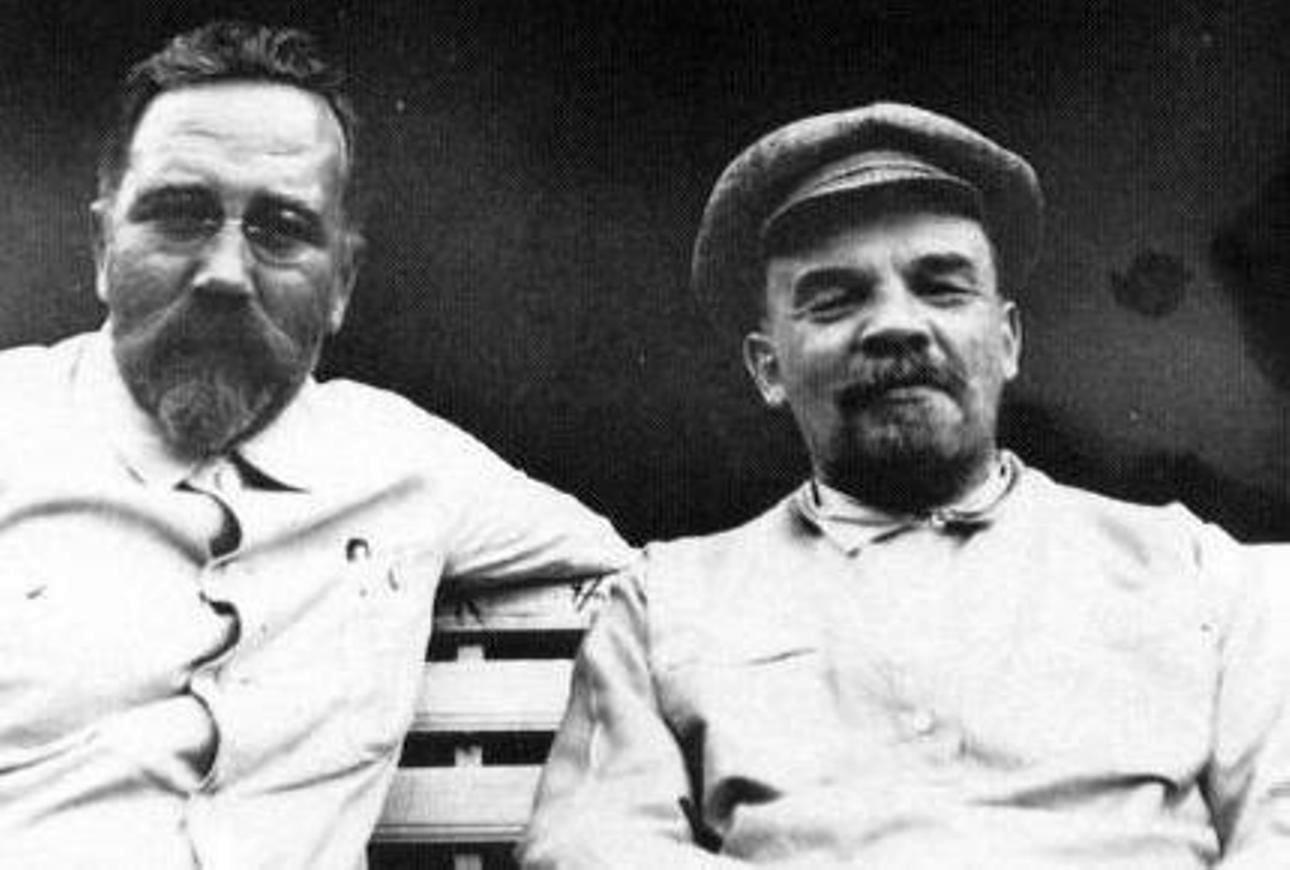
ゴールキにて、カーメネフと静養中のレーニン（1922年）

レフ・ボリソヴィチ・カーメネフ（ロシア語: Лев Бори́сович Ка́менев、ラテン文字表記の例：Lev Borisovich Kamenev、1883年7月6日(グレゴリオ暦7月18日) - 1936年8月25日）は、ロシアの革命家、ソビエト連邦の政治家。ユダヤ系ロシア人。ソビエト政権の成立を宣言した第2回全露ソビエト大会議長、全露中央執行委員会議長、共産党政治局員、組織局員を歴任した。雄弁と宣伝能力、交渉とソビエトの議事能力を評価された知識人であったが、ヨシフ・スターリンの陰謀によって失脚し、粛清された。本姓はローゼンフェルド(Ро́зенфельд、Rosenfeld)。

## 生涯
ロシア帝国時代のモスクワにて鉄道技師の家庭に生まれる。グルジアのチフリス（現在のトビリシ）の中学校に通うが、この時にマルクス主義のサークルと関係を持つようになる。チフリス（現在のトビリシ）の学校に通い、モスクワ大学に入学する。大学在学中の1901年、18歳の時にロシア社会民主労働党に入党し、ウラジーミル・レーニンを支持する。翌年、学生運動でデモを行い、逮捕、退学処分となる。
以後、カーメネフは地下活動に入り、パリとジュネーヴで亡命生活を送る。1903年、レフ・トロツキーの妹オリガ・ブロンシテインと結婚、2人の子供を授かる。オリガとの結婚生活は1920年代末まで続き、その後、カーメネフは再婚する。
1903年、第2回社会民主労働党大会の後、党が分裂すると、レーニンを領袖とするボリシェヴィキに所属する。帰国し、プロの革命家としてサンクトペテルブルク、モスクワ、トビリシにて活動するが、当局によってチフリスに追放される。1905年の秋にサンクトペテルブルク工業大学に入学するが、1908年に逮捕され、亡命する。
1914年、党機関誌「プラウダ」の編集と、第4回ドゥーマ（国会）ボリシェヴィキ議員団を指導する目的で帰国する。サンクトペテルブルクに党中央委員会全権代表として着任し、ロシア・ビューローの責任者になる。第一次世界大戦が勃発すると、敗戦を支持したため、逮捕された。裁判で東シベリアのエニセイ県に流刑となる。流刑先でスターリンと出会い、親しい関係になる。
1917年の二月革命後にペトログラードに戻り、再び「プラウダ」の編集を指導する。この時点でカーメネフは、臨時政府を条件付きで支持する代わりに、政府に対する関与を強めようとする立場であった。このため、レーニンとは若干、対立するが、レーニンの支持によって党中央委員に選出されている。また、上記のような考えから、同年10月の武装蜂起に対しては、グリゴリー・ジノヴィエフとともに反対したが、ペトログラードの武装蜂起には参加した。武装蜂起後の第2回全露ソビエト大会で議長を務め、大会をボリシェビキに有利に進行し、ソビエト国家の樹立を宣言した。11月にはジノヴィエフと同調して広範な社会主義的諸政党との連立による全社会主義政府樹立を支持し、中央委員を辞任する。カーメネフは党代表として全社会主義政府を創設するため、他の政党と交渉を持ったが、レーニンの命令でこれを断念した。
1918年1月、共産党を紹介するためと称して西ヨーロッパに非合法で出国する。しかし、イギリス政府に拘束され、8月に帰国する。帰国後はモスクワ・ソビエト議長に選出される。内戦時には、南部で赤軍の政治指導を担当。さらに西側との平和状態を作るため、代表団長としてロンドンに渡り交渉をする。この交渉は、ポーランドに侵攻した赤軍が敗北したのを機に追放され、中断された。1923年レーニン研究所長となり、レーニンの著作と論文の編集に当たる。
レーニンの晩年、書記局内に書記長職を新設することと、書記長にスターリンが就くことを提案した。これは、カーメネフがスターリン、ジノヴィエフと三人組（トロイカ）を組み、反トロツキー共闘を成功させたが、めぐりめぐって、カーメネフ自身を破滅に追いやることとなる。

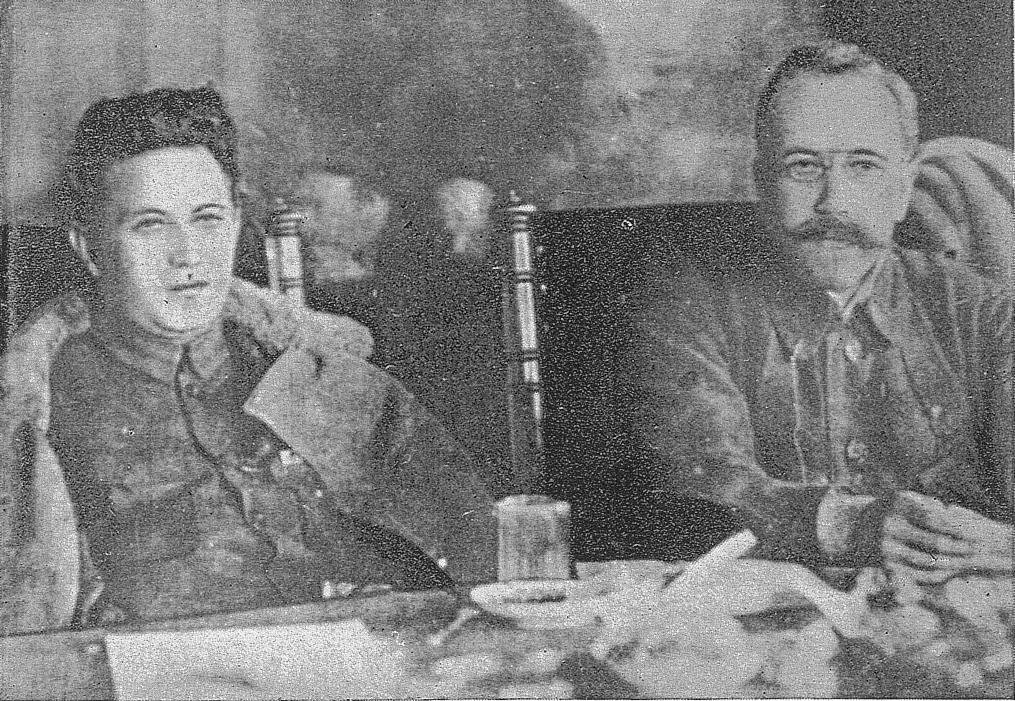
ジノヴィエフ（左）とカーメネフ

レーニンの死後、ジノヴィエフと組んで1925年秋から「新しい反対派」の指導者となる。第14回党大会では、スターリンの「一国社会主義」に反対し、共産党に「首領（ウォシチ）」はいらないと主張した。また、返す刀でブハーリンに対しても、その経済政策を批判している。しかし、権力闘争でスターリンに敗れ、1926年に政治局員を解任、商業人民委員、駐在イタリア大使に降格された。さらに翌1927年にはいったん党を除名される。第15回党大会で自己批判を行う。
1928年1月2日までに中央執行委員会からも除名処分。1月15日までに反革命行為を理由にペンザに流刑処分となるも同年中に復党を許される。以後は閑職に回されながら、党除名と復党を繰り返す。1934年にはスターリンを崇拝する演説をする羽目にまで陥った。
1934年12月のセルゲイ・キーロフの暗殺をきっかけに大粛清が開始され、カーメネフは逮捕、党を除名される。1935年の「モスクワ本部」事件で禁固5年の刑に。翌1936年、別件で禁固10年の刑。「合同本部」事件を処理する「第一回モスクワ裁判」で、ジノヴィエフと同様にスターリンの奸計に嵌り、処刑を逃れることを条件に自身の有罪を自白したが、1936年8月25日にルビャンカで銃殺された。死の直前には怯えるジノヴィエフに「誇りを持って死んでいこう」と言い、処刑の際には「さあ、撃て!」と叫んだと伝えられている。

## 死後

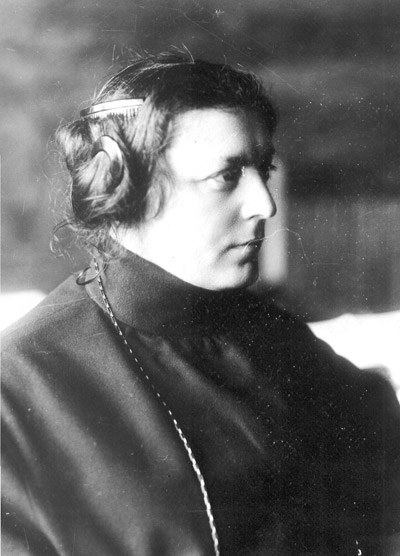
オリガ夫人

元妻オリガとその間に産まれていた長男アレクサンドルはラーゲリで銃殺され、次男ユーリーも17歳で銃殺された。アレクサンドルには女優のガリーナ・クラフチェンコとの間に一人息子がいたものの、18歳で流刑され後に赦されたが健康を損ねて1966年に亡くなっている。後妻タチヤナ・グレボワとの間に産まれたウラジーミルも強制収容所に入れられたが、生き延びることができた。
処刑から52年後の1988年に、ペレストロイカによる「歴史の見直し」の一環として名誉回復された。